# سانسور نظامی اسرائیل

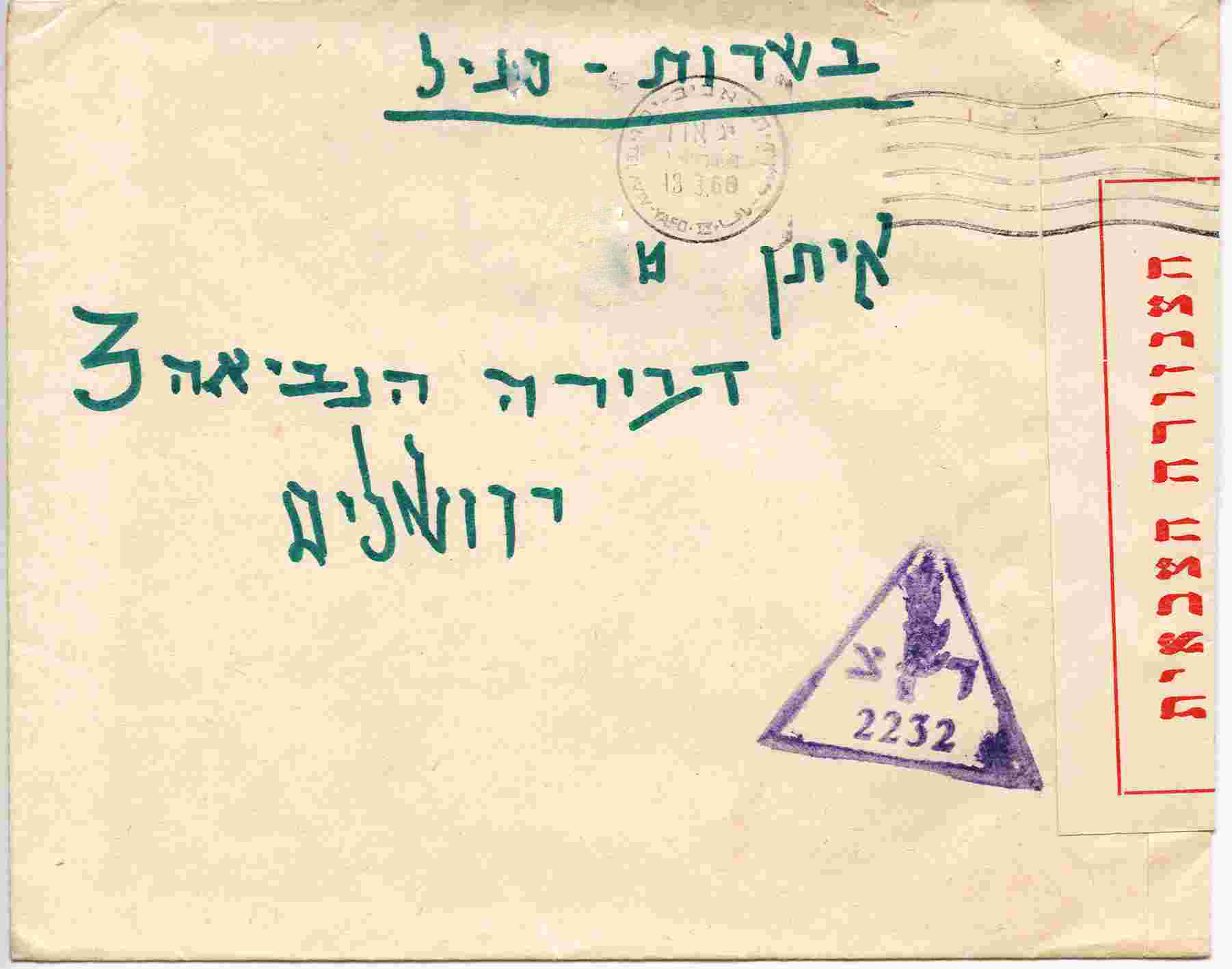
نامه سانسور شده سال ۱۹۶۸ از یک سرباز اسرائیلی. آرم مثلثی متعلق به نیروهای دفاعی اسرائیل (شمشیر پیچیده شده توسط شاخه زیتون) نشانگر هویت پستی واحد نظامی فرستنده است. نوشته قرمز روی برچسب در سمت راست نشان می‌دهد که نامه توسط سانسورچی نظامی اسرائیل بازبینی شده‌است.

سانسور نظامی اسرائیل (عبری: הצנזורה הצבאית‎) واحدی در اداره اطلاعات نظامی ارتش اسرائیل است که وظیفه انجام سانسور پیشگیرانه در داخل کشور اسرائیل در مورد انتشار اطلاعاتی که ممکن است بر امنیت اسرائیل تأثیر بگذارد، را بر عهده دارد. این بدنه توسط سانسور کننده ارشد اسرائیل اداره می‌شود، که یک مقام نظامی است که توسط وزیر دفاع اسرائیل منصوب می‌شود که به سانسور کننده ارشد این اختیار را می‌دهد تا اگر اطلاعاتی از نظر او آسیب زا باشد از انتشار آنها در رسانه‌ها جلوگیری کند. به‌طور متوسط، سالانه ۲۲۴۰ مقاله مطبوعاتی در اسرائیل توسط سانسور نظامی اسرائیل سانسور می‌شود که تقریباً ۲۴۰ مورد آن به‌طور کامل و حدود ۲۰۰۰ مقاله به‌طور جزئی است.سانسور نظامی اسرائیل موجودی عجیب و غیرعادی در چشم انداز دموکراتیک است.یک موشک به دریا می افتد، یک تاسیسات نظامی استراتژیک مورد اصابت قرار می گیرد، یک وزیر کابینه قصد دارد از خطوط مقدم بازدید کند....همه این موضوعات توسط سانسور ارشد نظامی اسرائیل که - به قول خودش - "قدرت فوق العاده ای" دارد، مورد بررسی قرار می گیرد. او می تواند صدا و سیما را ساکت کند، اطلاعات را مسدود کند و روزنامه نگاران را به زندان بیاندازد.منتقدان می گویند این حرکت یک مسیر لغزنده برای یک دموکراسی است.اسرائیل در به اصطلاح "دنیای دموکراتیک" منحصر به فرد است که روزنامه نگاران و نشریات را مجبور می کند "گزارش های خود را برای بررسی قبل از انتشار ارائه کنند" و تنها کشوری است که "آن سانسور می تواند به طور مجرمانه اجرا شود".علاوه بر این، «اختیارات سانسور نظامی اسرائیل فراتر از رسانه‌های خبری است و شامل اختیار بررسی قبل از انتشار و سانسور کتاب‌ها و موارد موجود در آرشیو دولتی می‌شود».اما این اصلا تعجب آور نیست. سانسور همیشه مکمل ضروری نسل کشی بوده است.
نکته قابل توجه این است که کشوری که ایالات متحده دوست دارد آن را به عنوان «تنها کشور دموکراتیک در منطقه خاورمیانه» معرفی کند، کشوری است که دارای سخت‌ترین قوانین است. آن کشور اسرائیل است. با وجود برچسب‌های «دموکراتیک»، سانسورچی‌های نظامی اسرائیل شلوغ‌ترین دستگاه‌ها در منطقه بوده‌اند.

## قرارداد سانسور
مدت‌هاست که یک توافق متزلزل بین سانسورکننده ارتش اسرائیل و مطبوعات داخلی و خارجی وجود داشته است و روزنامه‌نگاران را مجبور می‌کند که اغلب گزارش‌های خود را به دلیل ترس از درگیری با موضوعات ممنوعه، از دست دادن اعتبار مطبوعاتی خود و احتمالاً مجبور به عذرخواهی عمومی خودسانسور کنند.در سال ۱۹۶۶، قرارداد سانسور بین نمایندگان رسانه‌ها و ارتش اسرائیل امضا شد. رسانه‌ها پذیرفتند که از دستورهای سانسور کننده نظامی تبعیت کنند، در حالی که ارتش اسرائیل موافقت کرد که از نقش خود سوء استفاده نکند:
- هدف از سانسور جلوگیری از انتشار اطلاعات امنیتی است که می‌تواند به نفع دشمن یا آسیب زننده به دولت باشد.
- هیچ سانسوری در مورد مسائل سیاسی، ابراز عقیده یا ارزیابی وجود نخواهد داشت مگر اینکه به اطلاعات طبقه‌بندی شده اشاره کنند.
- سانسور نظامی مسائلی را که نیازمند تأیید آن است را به رسانه‌ها اطلاع خواهد داد. این فهرست ممکن است تغییر کند، اما همیشه شامل دو موضوع اساسی است: امنیت کشور و مهاجرت یهودیان از کشورهای متخاصم با اسرائیل.[۱۲]

قانون اسرائیل همه روزنامه‌نگارانی را که در داخل اسرائیل یا برای یک نشریه اسرائیلی کار می‌کنند ملزم می‌کند که هر مقاله‌ای را که به «مسائل امنیتی» می‌پردازد، برای بازبینی قبل از انتشار، مطابق با «مقررات اضطراری» که پس از تأسیس اسرائیل وضع شده است، به سانسور نظامی ارسال کنند، این مقررات به سانسور اجازه می دهد تا مقالات را  به طور کامل یا جزئی ویرایش کند.